# Agnam-Goli

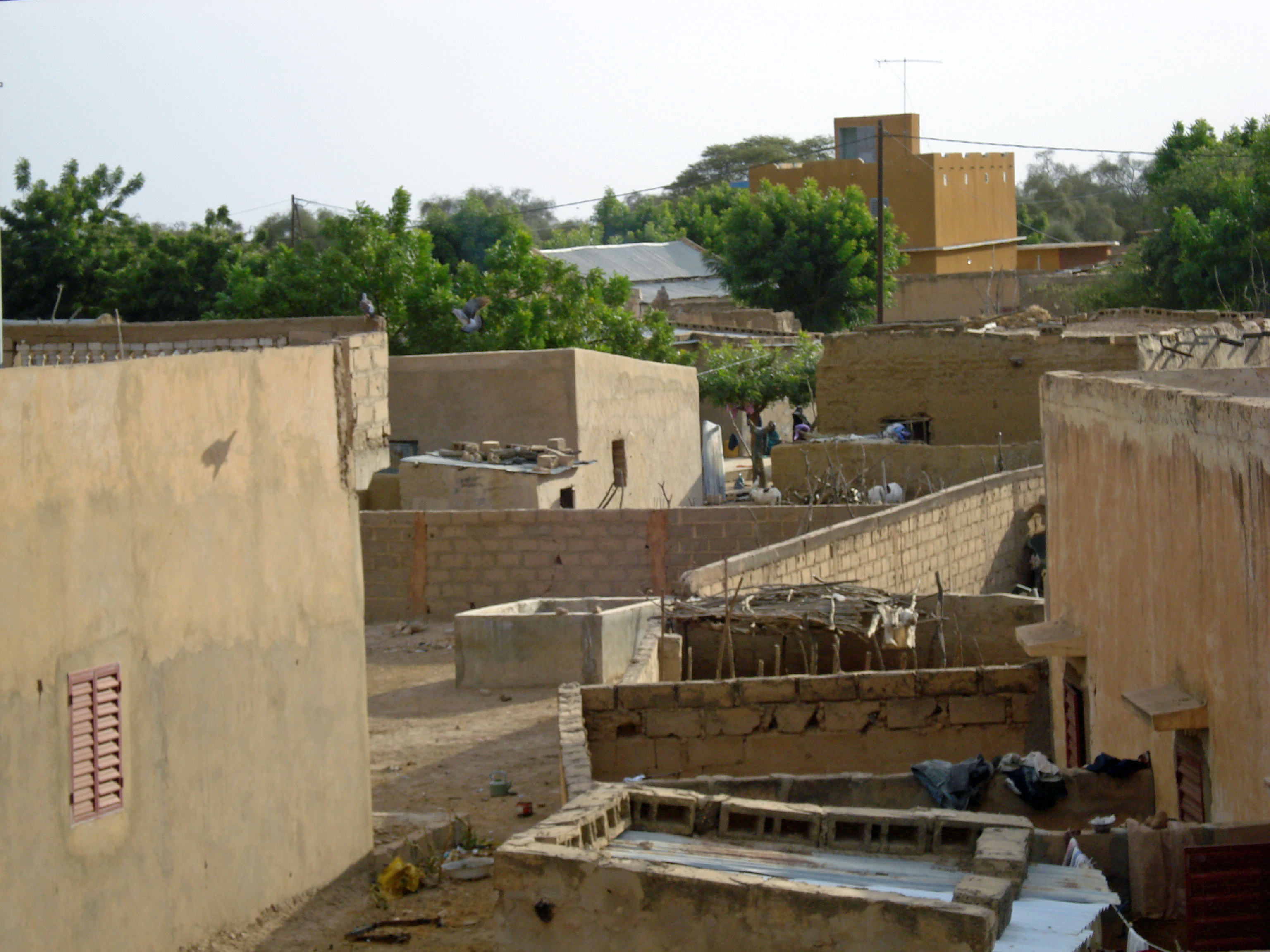

Agnam-Goli (em francês: Agnam-Goly) é um localidade do Senegal. Segundo censo de 2011, havia 5 144 habitantes.